# 歯科用ヨード・グリセリン
歯科用ヨード・グリセリン（しかようヨード・グリセリン）とは、外用の口腔粘膜・根管消毒薬の一種。暗赤褐色の液でヨウ素の臭気がある。日本薬局方に記載の処方。商品名は歯科用ヨード・グリセリン、ヨーグリなど。
なお、複方ヨード・グリセリンは本剤と類似しているが別のもの。

## 組成
ヨウ素、ヨウ化カリウム、グリセリン、硫酸亜鉛、精製水より成る。

## 効能・効果
口腔粘膜（歯肉）および根管の消毒

## 作用機序
薬効のある成分はヨウ素と硫酸亜鉛。
- ヨウ素は、殺菌消毒作用がある。
- 硫酸亜鉛は、収斂作用と緩和な防腐作用がある。

他は薬効はないが、次のような目的で配合されている。
- ヨウ化カリウムはヨウ素を溶解させやすくする。
- グリセリンは不乾性と甘味による刺激緩和。